# Glyn Davies (homme politique)
Pour les articles homonymes, voir Glyn Davies et Davies.
Edward Glyn Davies (né le 16 février 1944) est un homme politique du Parti conservateur du Royaume-Uni. Il est député du Montgomeryshire de mai 2010 à novembre 2019 et est un ancien membre de l'Assemblée nationale du Pays de Galles dans la région du centre et de l'ouest du Pays de Galles (qui couvre les régions de Powys, Pembrokeshire, Ceredigion, Carmarthenshire et la partie sud de Gwynedd).
Il est un ancien président du Conseil de développement pour le Pays de Galles rural et également membre de la Welsh Development Agency et du Welsh Tourist Board. Il est président du conseil de district du Montgomeryshire et secrétaire privé parlementaire (SPP) du secrétaire d'État pour le Pays de Galles.

## Jeunesse et carrière
Il est scolarisé à l'école primaire de Castle Caereinion et au lycée de Llanfair Caereinion. À l'âge de 50 ans, il fréquente l'université d'Aberystwyth, où il obtient un diplôme en droit et politique internationaux.
Il passe sa première vie professionnelle à diriger la ferme familiale près de Castle Caereinion, Welshpool sur laquelle il est né et dans laquelle il a toujours un intérêt commercial. Il vit maintenant[Quand ?] à Cil Farm, Berriew dans une maison qui appartenait autrefois à Arthur Humphreys-Owen, député du siège de Davies de 1894 à 1906.
En 2002, Davies subit une intervention chirurgicale majeure pour un cancer du rectum. Il s'est ensuite complètement rétabli et, en 2006, participe à un match de rugby aux côtés de Jonah Lomu pour promouvoir le message qu'il est possible de se rétablir complètement après une maladie grave et de collecter des fonds pour une œuvre caritative.
Davies est agriculteur. Il est un ancien président du Conseil de développement pour le Pays de Galles rural et également membre de l'Agence de développement galloise et de l'Office du tourisme gallois.

## Carrière politique
La carrière de Davies en politique commence en 1980 lorsqu'il entre dans son conseil de district local. Il est président du conseil de district du Montgomeryshire de 1985 à 1989, après avoir été président du comité de planification et président du comité des finances.
Membre de l'Assemblée nationale du Pays de Galles pour le parti conservateur gallois dans la région du centre et de l'ouest du Pays de Galles de 1999 à 2007, il est président de la commission de l'agriculture et du développement rural de la première assemblée, et du Comité de l'environnement, de l'aménagement et du paysage de la deuxième Assemblée.
Après la perte de sa place à l'Assemblée nationale du Pays de Galles en raison du succès des conservateurs ailleurs dans la région, Davies se présente contre Lembit Öpik, le député libéral-démocrate du Montgomeryshire, aux élections générales britanniques de 2010, après s'être déjà présenté sans succès contre lui aux élections générales de 1997. Il bat Öpik et devient député du Montgomeryshire. En septembre 2010, il est nommé secrétaire privé parlementaire (SPP) de Cheryl Gillan, secrétaire d'État pour le Pays de Galles, un poste qu'il perd lors du remaniement ministériel de 2012.
En 2015, il est réélu lors des élections générales avec 45% des voix. Davies est de nouveau réélu aux élections générales de 2017, avec une majorité de 9 285 voix.
En juillet 2017, il redevient secrétaire privé parlementaire (SPP) du secrétaire d'État pour le Pays de Galles Alun Cairns.
Le 13 mai 2019, Davies annonce qu'il ne se représenterait pas aux élections générales suivantes.